# Гозберт
Гозберт (д/н — 689) — 3-й герцог Тюрингії в 687—689 роках.

## Життєпис
Син Хедена I, герцога Тюрингії. Деякий час висловлювалися думки, що Гозберт єдругим ім'ям Теотбальда, брата Хедена I або Гозберт був сином Теотбальда. Втім натепервстановлено, що Гозберт найпевніше бцув сином саме Хедена I. Ще за життя батька одружився з удовою старшого брата Гейланою. Водночас під впливом матері став дослухатися до християнських місіонерів, що оселилися в Вюрцюурзі з 686 року.
У 687 році після загибелі батька стає новим герцогом Тюрингії. В цей час приймає хрещення від ірландського місіонера Кіліана. Водночас останній став дорікати герцогу за його шлюб з удовою померлого брата. Це викликало конфлікт Гейлани і Кіліана. Разом з тим Гозберт усіляко сприяв християнізації тюрингів та франків-переселенців.
У 688 році за відсутності Гозберт, який здійснив черговий оборонний похід проти аварів, Гейлана відправила вбивць, що зарубали Кіліана. У 689 році проти Гозберта спалахнула повстання поган, що вбили герцога, а його сина Хедена II вигнали з Тюрингії.